# Musée national d'Oman
Le musée national d'Oman est une institution culturelle créé par décret royal en 2013 et ouvert le 30 juillet 2016, exposant des éléments historiques et patrimoniaux du sultanat et de la péninsule d'Oman, du premier établissement humain jusqu'à l'époque contemporaine.

## Situation géographique
Le musée est situé en périphérie de Mascate dans un bâtiment conçu à cet effet à une dizaine de kilomètres du centre-ville. Il fait face au palais royal de Mascate, à environ 400 mètres, et est à proximité de la mosquée Ali Musa. Pour y accéder, il peut être utilisé le bus no.4  Mwaslat.

## Description
Il contient plus de 7 000 objets retraçant l'histoire et présentant le patrimoine du sultanat, exposés sur 4 000 m2 de superficie, en une douzaine de galeries permanentes,. Ces dernières sont divisées par thèmes tels que la préhistoire, l’islam, Oman et le monde, l'histoire maritime, les armes et armures, la terre et à la population d'Oman, la civilisation en devenir, etc.,. La galerie d'Oman et du monde, par exemple, présente des pièces d'or et des objets issus d'un vaisseau naufragé considéré comme appartenant à la flotte de l'explorateur portugais Vasco da Gama en route vers l'Inde et ayant coulé en 1503. Il existe également une galerie d'expositions temporaires, d'une superficie de 376 m2,,.

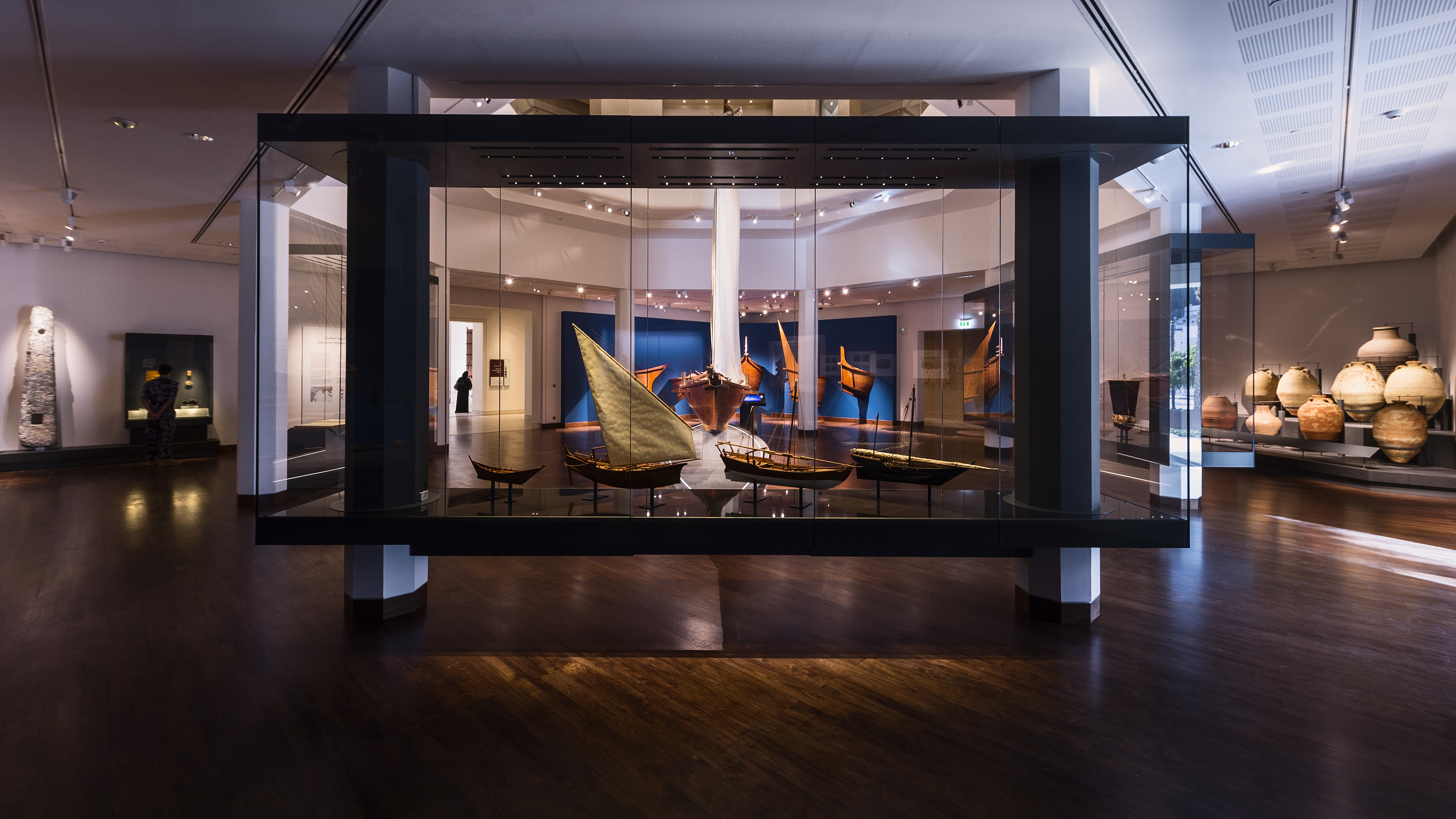
Histoire maritime
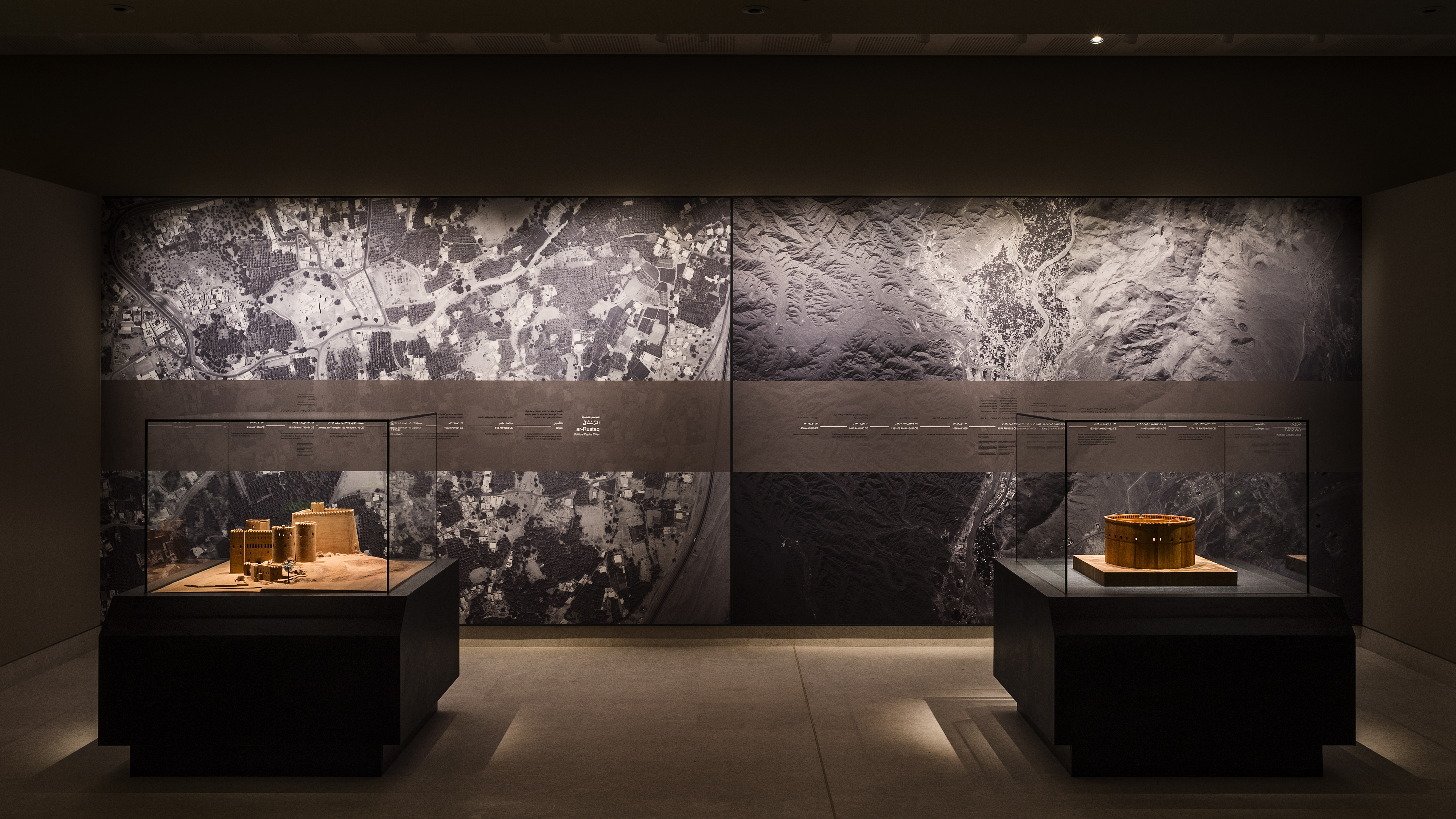
Civilisation en devenir
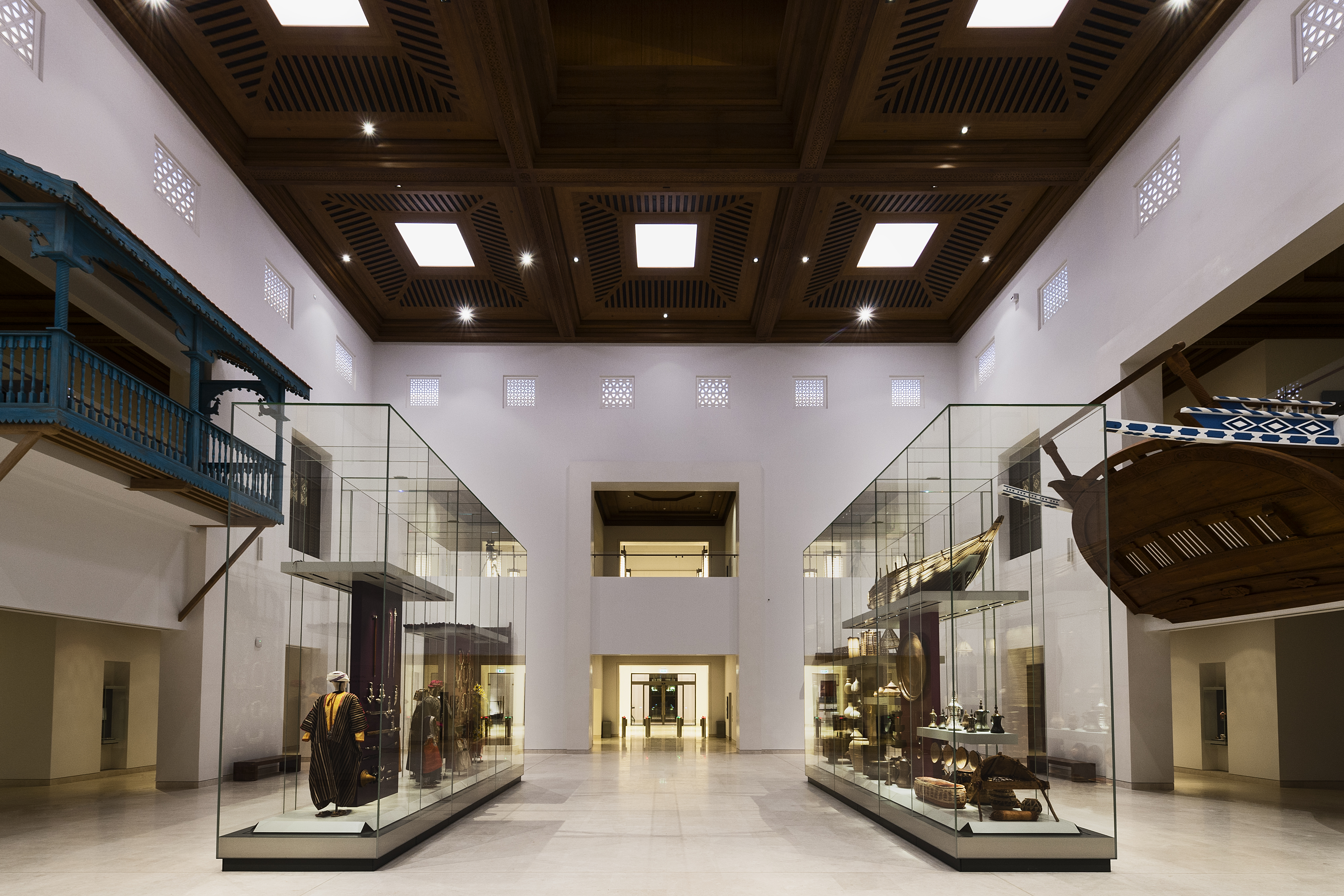
Terre et population

## Histoire
Le bâtiment a ouvert en juillet 2016. Le musée a conclu des accords avec d'autres institutions, notamment le Victoria & Albert Museum, la galerie Tate de Londres, la Smithsonian Institution aux États-Unis, et la Fondation Calouste Gulbenkian au Portugal.